# Kazańska szkoła językoznawcza
Kazańska szkoła językoznawcza – polska językoznawcza szkoła naukowa, działająca na rosyjskim Cesarskim Uniwersytecie Kazańskim w drugiej połowie XIX wieku. Szkoła odnosi się do koncepcji językoznawczych stworzonych przez polskich językoznawców Jana Baudouina de Courtenay (1845–1929) i Mikołaja Kruszewskiego (1851–1887) w latach osiemdziesiątych i na początku lat dziewięćdziesiątych XIX wieku. Szkoła należy do najważniejszych prekursorów językoznawstwa strukturalnego.

## Twórcy szkoły kazańskiej
Jan Baudouin de Courtenay związał się z Państwowym Uniwersytetem w Kazaniu w 1875 roku jako profesor filologii i działał tam do roku 1883, do objęcia nowo powstałej profesury słowiańskiej gramatyki porównawczej na uniwersytecie w (obecnie estońskim) Dorpacie. Po nim profesorem w Kazaniu został Mikołaj Kruszewski, który jednak jeszcze w tym samym roku musiał zrezygnować, gdyż zapadł na śmiertelną chorobę neurologiczną. Obydwaj skupili wokół siebie i wychowali pokolenie językoznawców o znacznych osiągnięciach.
Kazański dorobek językoznawstwa jest wciąż niedoceniany, a znaczna część chwały przypisywanej pracom de Saussure’a winna być oddana właśnie Kruszewskiemu i jego mistrzowi.

## Główne idee szkoły kazańskiej
Szkoła Baudouina de Courtenay i Kruszewskiego jako pierwsza wprowadziła rozgraniczenie pomiędzy statycznym a dynamicznym aspektem języka. Prawa statyczne odnoszą się do synchronicznego stanu języka, a prawa dynamiczne do rozwoju języka. Już przed de Saussurem rozróżniano język jako abstrakcyjny system od mówienia, czyli indywidualnej realizacji tego systemu. Kolejnym wkładem tej szkoły była koncepcja fonemu jako jednostki funkcjonalnej, dyferencyjnej, różnicującej znaczenia dwóch elementów językowych, jak p i  b w wyrazach, prać i brać. Fonem jest zatem jednostką abstrakcyjną, należącą do systemu językowego, w odróżnieniu od dźwięku jako jednostki mowy, posiadającej cechy fizyczne. Podkreślano, że – wbrew młodogramatykom – nie tylko badania diachroniczne, ale również  synchroniczne mają rację bytu. Zwracano uwagę na uściślanie metod badawczych w językoznawstwie i na konieczność zastosowania logiki i matematyki w badaniach językoznawczych.  

## Znaczenie szkoły kazańskiej
Prace lingwistyczne przedstawicieli szkoły kazańskiej, pisane przeważnie w językach słowiańskich, przez długi czas pozostawały nieznane. Jednak wywarły one znaczny wpływ na późniejsze kierunki językoznawcze. Były inspiracją dla Ferdynanda de Saussure`a, uważanego za twórcę językoznawstwa strukturalnego. Dotyczy to również zapowiedzi dekompozycji fonemu na mniejsze części. Tę myśl rozwinął później Roman Jakobson i fonologia generatywna w postaci teorii cech dystynktywnych. Wywarły również wpływ na szkołę praską, a nawet na językoznawstwo japońskie.
Ze względnego zapomnienia wydobyły osiągnięcia szkoły kazańskiej nowe tłumaczenia i wydania prac Kruszewskiego i Baudouina de Courtenay w latach 60. XX wieku oraz rosnąca liczba opracowań krytycznych doceniających wyniki i wpływy szkoły kazańskiej. Wpływy szkoły kazańskiej mimo ograniczeń językowych dały się odczuć za pośrednictwem de Saussure`a, Trubieckoja, Meilleta i Jakobsona. Prace Kruszewskiego i wykłady Baudouina de Courtenay znane były współczesnym, choć nie zawsze były honorowane.

## Lista osób związanych z kazańską szkołą językoznawczą
- Gabdułchaj Churamowicz Achatow (1927–1986)
- Jan Baudouin de Courtenay (1845–1929)
- Mikołaj Kruszewski (1851–1887)
- Lew Szczerba (1880–1944)
- Siergiej Konstantinowicz Bulicz (1859–1921)
- Wasilij Aleksiejewicz Bogorodickij (1857–1941)
- Aleksandr Iwanowicz Aleksandrow (1861–1917)
- Wasilij Wasiliewicz (alias Wilhelm) Radlow (1837–1918)
- Max Vasmer (1886–1962)